# Unmatched (bordspel)
Unmatched is een bordspel, uitgegeven door Restoration Games (voorheen door Mondo Tees). Het spel kwam oorspronkelijk uit in 2019.
Twee tot vier spelers strijden tegen elkaar met een combinatie van miniaturen en kaarten (in sommige versies tegen een gezamenlijke vijand). Personages komen uit de mythologie en popcultuur, variërend van Robin Hood tot Bigfoot, Buffy the Vampire Slayer, Sherlock Holmes en meer. 